# Adolf Voss
Adolf Voss (auch: Voß, geb. 25. Oktober 1899 in Hoyer, Kreis Tondern, gest. 14. September 1972) war ein deutscher Jurist.

## Leben
1917 – gegen Ende des Ersten Weltkriegs – trat der 18-jährige Adolf Voss als Kriegsfreiwilliger in die Kaiserliche Marine ein; aus der Reichsmarine schied er 1924 als Fähnrich wieder aus. Danach begann er eine kaufmännische Lehre und arbeitete als Angestellter bei einer Reederei in Hamburg.
Von 1926 bis 1929 studierte Voss Rechtswissenschaften in Hamburg und Kiel. 1930 trat er als Referendar beim Amtsgericht Ahrensburg in den juristischen Vorbereitungsdienst ein. 1931 wurde Voss zum Dr. iur. promoviert. Seine zweite juristische Staatsprüfung legte Voss im Jahr 1933 ab. Kurzzeitig wirkte Voss als Hilfsarbeiter bei der Staatsanwaltschaft Altona, hauptsächlich im Dezernat für politische Straftaten. In einem Empfehlungsschreiben vom Juli 1933 lobte Roland Freisler, zu diesem Zeitpunkt Ministerialdirektor und Leiter der Personalabteilung im preußischen Justizministerium, den Nachwuchsjuristen Voss für seine guten Leistungen und empfahl seine Förderung.
Im September 1933 wurde Voss förderndes Mitglied der SS, also zahlendes Mitglied ohne Dienstpflicht.
Im Oktober 1934 wurde Voss zum Staatsanwaltschaftsrat ernannt. Im Winter 1934/1935 sowie im Herbst 1936 vertrat Voss in mehreren Verfahren die Anklage vor dem Sondergericht Altona. Der Oberstaatsanwalt in Altona bescheinigte Voss im Februar 1934 ein lebhaftes „Interesse für alle Rechtsfragen, namentlich auf dem Gebiete der Rechtserneuerung im nationalsozialistischen Geiste“.
Voss trat laut Ernst Klee im Jahr 1937 der NSDAP bei. Uwe Danker hingegen schreibt, Voss sei im Unterschied zu vielen seiner juristischen Kollegen kein NSDAP-Parteimitglied gewesen.
1938 wurde Voss Erster Staatsanwalt in Lübeck. 1939 wurde er für mehrere Monate ins Reichsjustizministerium abgeordnet, wo er Franz Schlegelberger unterstellt war.
Gleich nach Ausbruch des Zweiten Weltkriegs, im September 1939, wurde Voss zur Kriegsmarine eingezogen. Dort war Voss zunächst bei der Marine-Flak-Abteilung in Kiel eingesetzt, dann ab 1940 beim Seekommandanten Nordjütland, als Sperrbrecher, bei der Schutzflottille Oslofjord und auf weiteren Positionen beim Seekommandanten in Reval und im Minenschiffsverband tätig. Voss war 1942 Oberleutnant zur See; zuletzt diente er als Korvettenkapitän. Voss war ab 1. März 1944 als ständiger Vertreter des Führers der Minenschiffe in Sønderborg stationiert. Der Führer der Minenschiffe, Kapitän zur See Hugo Pahl, war sein unmittelbarer Dienstvorgesetzter.
Im Jahr 1941 war Voss erneut sieben Monate lang im Reichsjustizministerium tätig. 1941 oder 1942 wurde er zum Oberstaatsanwalt beim Generalstaatsanwalt Kiel ernannt. Wegen seines Kriegseinsatzes konnte er diese Stelle jedoch nicht antreten.
Voss war in das kriegsgerichtliche Verfahren verstrickt, in dem noch am 5. Mai 1945 – also am Tag des Inkrafttretens der Teilkapitulation der deutschen Streitkräfte – elf deutsche Soldaten der Mannschaft des Minensuchbootes M 612 wegen „militärischen Aufruhrs“ von einem Standgericht zum Tode verurteilt und kurz danach hingerichtet wurden. Voss war der Stellvertreter und als Oberstaatsanwalt juristischer Berater des Gerichtsherrens, des Führers der Minenschiffe, Kapitän zur See Hugo Pahl. Während Pahls Abwesenheit hatte Voss das Boot auf der Reede von Sønderborg sistieren lassen. Ebenso hatte er ein Kriegsgericht zusammengesetzt. Vorsitzender dieses Standgerichts, das um 18 Uhr auf Befehl des Führers der Minenschiffe, Hugo Pahl, mit einem Exekutionskommando an Bord von M 612 zusammentrat, war der Marineoberstabsrichter Franz Berns; als Ankläger fungierte Marinestabsrichter Adolf Holzwig. Adolf Voss war zwar kein formelles Mitglied des ständigen Kriegsgerichts des Chefs der Minenschiffe, als Oberstaatsanwalt jedoch ständiger juristischer Ratgeber seines Vorgesetzten Pahl. Das Urteil erging um 21 Uhr und wurde an Hugo Pahl, den Gerichtsherrn  geschickt. Dieser bestätigte um 23:00 Uhr das Urteil, das für 11 Besatzungsmitglieder die Todesstrafe vorsah und für vier weitere Besatzungsmitglieder langjährige Zuchthausstrafen. Um 2330 Uhr wurden die elf Hinrichtungen ausgeführt, die Toten mit Gewichten beschwert und über Bord geworfen.
Nach dem Ende des „Dritten Reichs“ wurde Voss im Automatischen Arrest interniert. 1945/46 saß Voss im britischen Internierungslager Neuengamme ein.
Voss’ Rolle bei den Erschießungen der 11 Besatzungsmitglieder wurde erst 2022 durch Uwe Danker aufgedeckt.
Bereits 1946 wurde er wieder als Staatsanwalt in Flensburg tätig. Im Dezember 1948 wurde er zum Oberstaatsanwalt befördert, im Juli 1954 wurde Voss Generalstaatsanwalt von Schleswig-Holstein. Im Rahmen eines Ermittlungsverfahrens wurde Voss am 9. Januar 1950 über seine mögliche Beteiligung an den Todesurteilen gegen elf Matrosen der M 612 vernommen.
1949 wurde Voss von der Kirchenleitung der Evangelisch-Lutherischen Kirche in Norddeutschland in die Landessynode Schleswig-Holstein berufen, 1952 wurde er zum Präsidenten dieser Landessynode gewählt. Als Synodenpräsident war er beratendes Mitglied der Kirchenleitung. 1954 wurde er Mitglied des Evangelischen Arbeitskreises in der CDU. 1958 verlieh ihm die theologische Fakultät der Universität Kiel die Ehrendoktorwürde.
Staatsanwalt Adolf Voss war in die Heyde/Sawade-Affäre verwickelt. Werner Heyde, vor 1945 SS-Sturmbannführer und ordentlicher Professor für Psychiatrie und Neurologie an der Universität Würzburg, war als Obergutachter im Rahmen des nationalsozialistischen „Euthanasie“-Programms für die Morde an über 80.000 Behinderten und Kranken mitverantwortlich. Nach 1945 konnte sich Werner Heyde in Flensburg unter dem falschen Namen Fritz Sawade eine neue Existenz aufbauen. Er arbeitete jahrelang unbehelligt als medizinischer Gerichtsgutachter für die Flensburger Staatsanwaltschaft, obgleich er unter seinem Tarnnamen Dr. Sawade keine ärztliche Approbation vorlegen konnte. Spätestens ab dem Jahr 1952 hatte Voss nachweisbar Kontakt zu Heyde.
In Mediziner- und Juristenkreisen sprach sich Heydes/Sawades wahre Identität bald herum, wurde über diese Kreise hinaus aber lange Zeit nicht öffentlich.
Am 12. November 1959 stellte sich Heyde den Behörden. Der zuständige schleswig-holsteinische Justizminister Bernhard Leverenz betraute den Generalstaatsanwalt Voss mit den Ermittlungen gegen Heydes mutmaßliche Unterstützer. In der Öffentlichkeit wurde bald gerüchteweise bekannt, dass Voss zu den Mitwissern gehörte, die Heyde/Sawade jahrelang gedeckt hatten.
Im Mai 1960 erlitt Voss einen Schlaganfall. Ende 1960 beantragte Voss „aus gesundheitlichen Gründen“ seine Versetzung in den vorzeitigen Ruhestand. Voss’ Abschiedsgesuch lag der schleswig-holsteinischen Regierung am 27. Dezember 1960 vor und wurde von dieser rasch bewilligt – nach Aussage des Nachrichtenmagazins „Der Spiegel“ schon am nächsten Tag, nach einer anderen Quelle nach fünf Tagen. Der Parlamentarische Untersuchungsausschuss des Kieler Landtags, der zur Aufklärung des Falles Heyde/Sawade eingerichtet worden war, hatte den Generalstaatsanwalt Voss zu einer Vernehmung am 11. Januar 1961 eingeladen. Zum Zeitpunkt dieser geplanten Vernehmung war Voss bereits „aus gesundheitlichen Gründen“ vorzeitig pensioniert. Sein Amtsnachfolger wurde sein bisheriger Untergebener, der Oberstaatsanwalt Eduard Nehm.
Von seinem Amt als Vorsitzender der Synode der Evangelischen Landeskirche Schleswig-Holstein trat Voss nicht zurück. Er starb am 14. September 1972 im Alter von fast 73 Jahren.